# Fischbach (Clervaux)
Fischbach (Luxemburgs: Fëschbech) is een plaats in de gemeente Clervaux en het kanton Clervaux in Luxemburg. Tot 5 december 2011 behoorde de plaats nog tot de gemeente Heinerscheid.

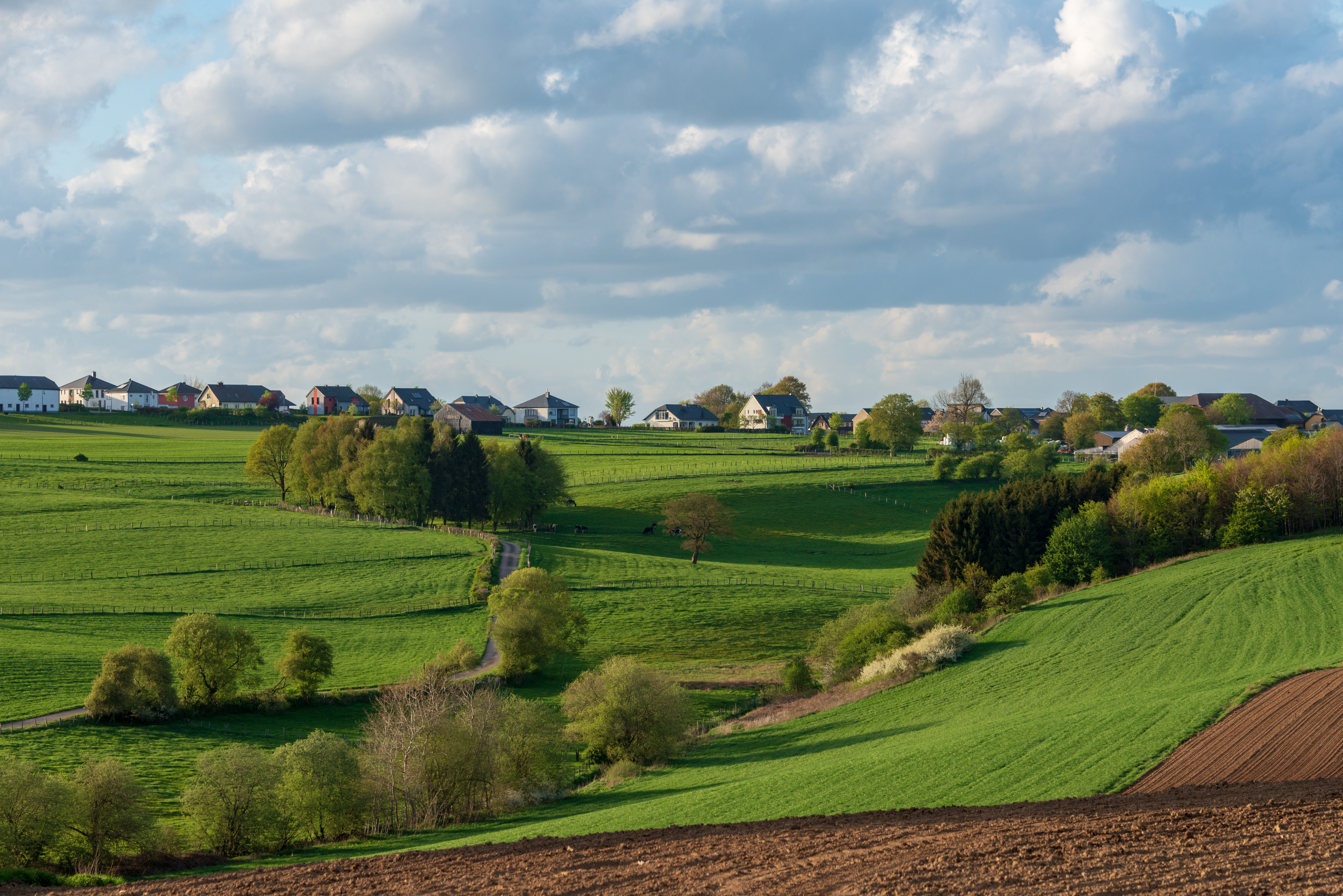
Landschap bij Fischbach

Fischbach telt 103 inwoners (2014).

## Bezienswaardigheden
- Sint-Thomaskerk

## Nabijgelegen kernen
Heinerscheid, Grindhausen, Urspelt, Marnach, Roder